# 못말리는 로빈 후드
《못말리는 로빈 훗》(영어: Robin Hood: Men in Tights)은 1993년에 개봉한 미국의 모험 코미디 영화이다.

## 출연
- 케리 엘위스 - 로빈 후드 역
- 리처드 루이스 - 존 왕자 역
- 로저 리스 - 로팅엄 성주
- 에이미 얘즈벡 - 메리언 아가씨 역
- 데이브 셔펠 - 아추 역
- 마크 블랭크필드 - 블링킨 역
- 에릭 앨런 크레이머 - 리틀 존 역
- 매슈 퍼레타 - 윌 스칼릿 오하라 역
- 아이작 헤이스 - 아스니즈 역
- 트레이시 얼먼 - 러트린 역
- 패트릭 스튜어트 - 리처드 1세 역
- 돔 덜루이즈 - 돈 지어바니 역
- 딕 밴패튼 - 수도원장 역
- 멜 브룩스 - 랍비 터크먼 역
- 메건 캐버나 - 브룸힐더 역
- 척 매캔 - 마을 주민 역
- 브라이언 조지 - 지하 감옥 지배인 역
- 클라이브 레빌 - 소방대장 역
- 캐럴 아서 - 불평하는 주민 역
- 로버트 리질리 - 교수형 집행인 역
- 코빈 올레드 - 젊은 청년 역
- 체이스 매스터슨 - 킥킥거리는 시녀 역
- 데이비드 덜루이즈 - 주민 역

## 우리말 녹음
KBS 성우진 (1996년 12월 28일)
- 장세준 - 로빈 후드(케리 엘위스)
- 강희선 - 메리언(에이미 얘즈벡)
- 김세한 - 성주(로저 리스)
- 유해무 - 존 왕자(리처드 루이스)
- 이윤선 - 깜박눈(마크 블랭크필드)
- 김영민 - 아추(데이브 셔펠) / 돈 지어바니의 부하(스티브 탕코라)
- 조동희 - 아스니즈(아이작 헤이스) / 돈 지어바니(돔 덜루이즈)
- 최옥희 - 브룸힐더(메건 캐버나)
- 김창주 - 마부(멜 브룩스)
- 신흥철 - 간수(로버트 리질리)
- 임성표 - 리틀 존(에릭 앨런 크레이머) / 리처드 왕(패트릭 스튜어트)
- 장혜선 - 주술사(트레이시 얼먼)
- 김일 - 윌 스칼릿(매슈 퍼레타) / 젊은 청년(코빈 올레드)